# Маестро
„Маестро” је југословенски ТВ филм из 1965. године. Режирао га је Јержи Антчак а сценарио је написао Здислав Сковронски.

## Улоге
| Глумац              | Улога |
| ------------------- | ----- |
| Љуба Ковачевић      |       |
| Љиљана Крстић       |       |
| Предраг Лаковић     |       |
| Миодраг Радовановић |       |
| Зоран Ристановић    |       |
| Виктор Старчић      |       |
| Стево Жигон         |       |